# 30e cérémonie des David di Donatello
La 30e cérémonie des David di Donatello s'est déroulée le 24 mai 1985 au Capitole. 

## Palmarès
- Meilleur film :
  - Carmen
  - Kaos
  - Uno scandalo perbene

- Meilleur réalisateur :
  - Francesco Rosi pour Carmen
  - les Frères Taviani pour Kaos
  - Pupi Avati pour Impiegati

- Meilleur réalisateur débutant :
  - Luciano De Crescenzo pour Così parlò Bellavista
  - Francesca Comencini pour Pianoforte
  - Francesco Nuti pour Casablanca, Casablanca

- Meilleur scénariste :
  - les Frères Taviani et Tonino Guerra pour Kaos
  - Pupi Avati et Antonio Avati pour Une saison italienne
  - Suso Cecchi D'Amico pour Uno scandalo perbene

- Meilleur producteur :
  - Giuliani G. De Negri  pour Kaos ex æquo avec :
  - Fulvio Lucisano pour Uno scandalo perbene
  - Gaumont pour Carmen

- Meilleure actrice :
  - Lina Sastri pour Segreti segreti
  - Giuliana De Sio pour Casablanca, Casablanca
  - Lea Massari pour Segreti segreti
  - Julia Migenes pour Carmen

- Meilleur acteur :
  - Francesco Nuti pour Casablanca, Casablanca
  - Ben Gazzara pour Uno scandalo perbene
  - Michele Placido pour Pizza Connection

- Meilleure actrice dans un second rôle :
  - Marina Confalone pour Così parlò Bellavista
  - Valeria D'Obici pour Uno scandalo perbene
  - Ida Di Benedetto pour Pizza Connection

- Meilleur acteur dans un second rôle :
  - Ricky Tognazzi pour Aurora
  - Ruggero Raimondi pour Carmen
  - Paolo Bonacelli pour Non ci resta che piangere

- Meilleur directeur de la photographie :
  - Pasqualino De Santis pour Carmen
  - Giuseppe Lanci pour Kaos
  - Alfio Contini pour Uno scandalo perbene

- Meilleur musicien :
  - Carlo Savina pour Pizza Connection
  - Nicola Piovani pour Kaos
  - Riz Ortolani pour Une saison italienne

- Meilleur décorateur :
  - Enrico Job pour Carmen
  - Francesco Bronzi pour Kaos
  - Enrico Fiorentini pour Uno scandalo perbene

- Meilleur créateur de costumes :
  - Enrico Job pour Carmen
  - Lina Nerli Taviani pour Kaos
  - Mario Carlini pour Uno scandalo perbene

- Meilleur monteur :
  - Ruggero Mastroianni pour Carmen
  - Roberto Perpiggnani pour Kaos
  - Nino Baragli pour Segreti segreti

- Meilleur film étranger :
  - Amadeus
  - Paris, Texas
  - La Déchirure

- Meilleur réalisateur étranger :
  - Miloš Forman pour Amadeus
  - Sergio Leone pour Il était une fois en Amérique
  - Roland Joffé pour La Déchirure

- Meilleur scénariste étranger :
  - Woody Allen pour Broadway Danny Rose

- Meilleur producteur étranger :
  - David Puttnam pour La Déchirure

- Meilleure actrice étrangère :
  - Meryl Streep pour Falling in Love d'Ulu Grosbard
  - Mia Farrow pour Broadway Danny Rose
  - Nastassja Kinski pour Paris, Texas

- Meilleur acteur étranger :
  - Tom Hulce pour Amadeus
  - Tom Conti pour Reuben, Reuben

- Premio Alitalia
  - Francesco Rosi

- David Luchino Visconti
  - Rouben Mamoulian
  - István Szabó

- David René Clair :
  - Wim Wenders

- David Special :
  - Italo Gemini pour l'ensemble de sa carrière (à titre posthume)
  - Sandro Pertini